# Буфало (Тексас)
Буфало (енгл. Buffalo) град је у америчкој савезној држави Тексас. По попису становништва из 2010. у њему је живело 1.856 становника.

## Демографија
Према попису становништва из 2010. у граду је живело 1.856 становника, што је 52 (2,9%) становника више него 2000. године.
| Група             | 2000.         | 2010.         |
| Белци             | 1.212 (67,2%) | 1.065 (57,4%) |
| Афроамериканци    | 267 (14,8%)   | 174 (9,4%)    |
| Азијати           | 10 (0,6%)     | 20 (1,1%)     |
| Хиспаноамериканци | 307 (17,0%)   | 598 (32,2%)   |
| Укупно            | 1.804         | 1.856         |